# Tuanku Abdul Rahman
Tuanku Abdul Rahman (Sri Menanti 1895 - Kuala Lumpur 1960) foi o primeiro Chefe de Estado Supremo (Yang di-Pertuan Agong) da Federação da Malásia, oitavo Yang di-Pertuan Besar Séries de Menanti e segundo Yang di-Pertuan Besar de modernas Negeri Sembilan.